# Gazeta ioniană
Gazeta (plural gazeté, în greacă γαζέτα, plural γαζέτες) a fost o monedă care a fost emisă în Insulele Ioniene în 1801, în timpul protectoratului ruso-otoman.

## Istorie
Cele șapte Insule Ioniene, situate între Grecia și Italia, și care formau Republica celor Șapte Insule, au fost plasate sub protecția ruso-otomană, apoi a Franței, au fost atribuite Regatului Unit prin Tratatul de la Paris din 1814. În 1864, aceste teritorii au fost retrocedate Greciei.
Gazeta a înlocuit lira venețiană cu rata de 1 gazeta = 2 soldi.
Au fost bătute monede de cupru avînd următoarele valori nominale: 1 gazeta (5,4 grame), 5 gazete (23 de grame) și 10 gazete.
După ce britanicii au intrat în posesia insulelor, monedele au fost contramarcate în kuruși turcești, pentru a fi folosite în insule până la emiterea obolilor ionieni, în 1819.